# Луг в Безоне
«Луг в Безоне» (фр. Prairie à Bezons) — картина французского художника Клода Моне, написанная в 1874 году. Хранится в коллекции Старой национальной галереи в Берлине. На ней изображён летний пейзаж в окрестностях Безона близ Аржантёя. Среди персонажей, изображённых на картине, — жена Моне Камилла и их сын Жан. В 1870-х годах Моне создал серию подобных картин в окрестностях Аржантёя, на которых изображены горожане за сельским досугом.

## Описание
На картине изображён летний пейзаж в Иль-де-Франс. На лугу в долине Сены между Аржантёем и Безоном Моне запечатлел свою жену Камиллу, сына Жана и ещё одного человека во время экскурсии на природу. Композиция разделена на несколько горизонтальных плоскостей: на переднем плане — затенённое место, где в траве сидит Камилла; немного позади — луг с двумя другими людьми, залитый ярким солнечным светом; на горизонте появляется голубая гряда холмов, а над ней — слегка облачное «лучезарное летнее небо». Пейзаж, открытый с обеих сторон, ограничен только краями картины, отчего «луг кажется бесконечно простирающимся вправо и влево».
Моне написал «мерцающий от жары» луг тонким слоем жёлтых и зеленых цветов «короткими мазками, похожими на запятые». В отличие от «искрящегося света» над лугом, горы вдали кажутся окутанными дымкой, создавая общую атмосферу жаркого летнего дня. На переднем плане луга стоят отдельные березы с тонкими ветвями и узнаваемыми отдельными листьями. Дальше находится небольшая группа деревьев. Окрашенные в разные оттенки зелёного, некоторые деревья как будто шевелятся от ветра. Картина подписана и датирована «Claude Monet 74» в правом нижнем углу.

## Летние пейзажи из Аржантёя
Клод Моне жил со своей женой Камиллой и сыном Жаном с декабря 1871 года в Аржантёе, пригороде Парижа, который находился всего в 15 минутах езды на поезде от центра столицы. В 1870-х годах сюда приезжали по выходным парижане на отдых. Здесь было несколько мест для прогулок, а Сена предоставляла возможности для занятий парусным спортом или греблей. Клод Моне нашёл здесь множество мотивов для своих пейзажных картин. Он часто изображал Сену и её берега, мосты через реку и дома Аржантёя. На многих картинах также присутствуют коляски, моряки или гребцы. Например, в том же году, что и «Луг в Безоне», Моне написал картину «Вид на мост в Аржентёйе», на которой изображены его жена Камилла и сын Жан, прогуливающиеся по берегу Сены. На заднем плане картины через реку перекинут железнодорожный мост Аржантёй, а за ним виден шпиль базилики Сен-Дени д’Аржантёй.
1874 год, в котором Моне создал картину «Луг в Безоне», имеет особое значение в истории искусства. Весной того же года Моне и некоторые его друзья выставили свои работы в студии фотографа Надара, поскольку их картины неоднократно отвергались Парижским салоном. На этой выставке Моне показал картину «Впечатление. Восход солнца» 1872 года, от которой художественный критик Луи Леруа вывел термин «импрессионизм», первоначально задуманный как уничижительное название. Другие критики были настроены положительно, например, Жюль-Антуан Кастаньяри, который заявил: «Импрессионисты они постольку, поскольку воспроизводят не пейзаж, а впечатление, которое производит пейзаж». Хотя выставка не имела финансового успеха, она привлекла к художникам внимание.
После этой первой групповой выставки импрессионистов друзья-художники Эдуард Мане и Пьер-Огюст Ренуар посетили Моне в Аржантёе летом 1874 года. Иногда они устанавливали свои мольберты рядом друг с другом в саду Моне и писали портреты друг друга или рисовали семью Моне в саду. Моне написал около 40 картин тем летом, часто с мотивами из окрестностей Аржантёя. Пейзаж, нарисованный Моне, является «местом отдыха для современного городского жителя». Это особенно подчеркивается изображением Камиллы как элегантной парижанки в модном платье, предающейся отдыху за чтением книги.

## Критика
Моне представил картину «Луг в Безоне» под названием «La Prairie» на второй групповой выставке импрессионистов, которая проходила с 30 марта по 30 апреля 1876 года в комнатах арт-дилера Поля Дюран-Рюэля на улице Ле Пелетье в Париже. Организатором было Société Anonyme des Artistes Peintres, Sculpteurs, Graveurs, etc., одним из основателей которого был Моне. Различные критики впоследствии высоко оценили картину. Например, неизвестный автор с инициалами «E. F.» написал в журнале Moniteur des artes, что картины Моне отличаются «удивительной правильностью цветовых тонов и редким изяществом». На своём «Лугу в Безоне» он «чудесно передал воздух и пространство». Эмиль Золя также положительно отозвался о картине в газете «Le Sémaphore de Marseille», написав: «Она отличается простотой и изысканным очарованием. Выцветание зеленых и синих цветов под сильным солнцем передает интенсивность ослепляющего света. В воздухе ощущается бледное золото горящей звезды».

## Провенанс
Вероятно, Моне выставил картину на продажу в 1875 году. Вместе с художниками Бертой Моризо, Пьером-Огюстом Ренуаром и Альфредом Сислеем он выставил серию картин на торги в аукционном доме Hôtel Drouot в Париже. 24 марта 1875 года лотом № 6 стала работа под названием «Пейзаж» размером 60 x 80 см, которая, вероятно, была его картиной «Луг в Безоне». Аукцион был не очень успешным. Моне сам выставил на торги работу «Paysage» и купил её за 190 франков. Около 1876 года картина стала частью коллекции оперного певца Жана-Батиста Фора, который приобретал много работ художников-импрессионистов. В 1906 году Фор продал картину маршану Полю Дюран-Рюэлю. В том же году директор музея Хуго фон Тшуди купил картину для Национальной галереи в Берлине. Оплата была произведена в феврале 1907 года, а в сентябре 1907 года картина официально поступила в коллекцию Национальной галереи в качестве подарка от банкиров Карла Хагена и Карла Штайнбарта.
Картина сначала висела в главном здании Национальной галереи на Музейном острове, а затем была выставлена в Новом отделе Национальной галереи в берлинском Кронпринценпале в 1919 году. Во время Второй мировой войны фонды были изъяты из хранилищ. После 1945 года картина Моне вместе с другими работами из коллекции сначала попала в Западную Германию, а затем в 1956 году — в западную часть Берлина. Там она была впервые выставлена в Оранжерее дворца Шарлоттенбург, а с 1968 года — в Новой национальной галерее в Культурфоруме. После 1990 года отдельные музейные коллекции Востока и Запада начали объединяться. Картина Моне вернулась в здание Старой Национальной галереи.